# Dichotomius inachoides
Dichotomius inachoides là một loài bọ cánh cứng trong họ Bọ hung (Scarabaeidae). Loài này được Felsche miêu tả khoa học lần đầu tiên năm 1901.